# アナスタシア・ミスキナ
アナスタシア・ミスキナ（英語: Anastasia Myskina、ロシア語: Анастасия Андреевна Мыскина、1981年7月8日 - ）は、ロシア・モスクワ市出身の女子プロテニス選手。
2004年の全仏オープン女子シングルス優勝者で、ロシア人の女子テニス選手として初の4大大会優勝を達成した。自己最高ランキングはシングルス2位、ダブルス15位。WTAツアーでシングルス10勝、ダブルス5勝を挙げた。身長174cm、体重59kg。右利き、バックハンド・ストロークは両手打ち。

## 来歴
ミスキナはモスクワ市の名門クラブ「スパルタクラブ」で、アンナ・クルニコワやエレーナ・デメンチェワと幼なじみだった（3人とも同じ年である）。このクラブは、旧ソビエト連邦時代の名選手オルガ・モロゾワがテニスコーチの夫とともに設立したものである。
2002年に女子テニス世界ランキングを59位から11位に上げ、世界トッププレーヤーの仲間入りをする。20歳を過ぎてからの急成長は、女子プロテニス界では比較的遅い。2003年に全豪オープンと全米オープンでベスト8に入り、22歳で世界トップ10入りを果たす。全豪オープンの準々決勝では、2003年・2004年と2年連続でキム・クライシュテルスに敗退した。
2004年の全仏オープンで、アナスタシア・ミスキナはロシア人の女子テニス選手として初の4大大会優勝を達成する。幼なじみのエレーナ・デメンチェワとの「ロシア対決」の決勝は女子テニス史上初の快挙であった。（ロシア人のテニス選手で初の4大大会シングルス優勝者は、1996年全仏オープン男子シングルスを制したエフゲニー・カフェルニコフである。ミスキナは最初の女子シングルス優勝者になった。）
この後、ミスキナはロシア代表選手としてアテネ五輪にも出場したが、女子シングルス準決勝でベルギー代表選手のジュスティーヌ・エナン＝アーデンに敗れて「銅メダル決定戦」に回った。2人の準決勝敗退選手によって争われる銅メダル決定戦で、ミスキナはオーストラリア代表選手のアリシア・モリクに 3-6, 4-6 のストレートで敗れ、銅メダルも逃して4位に終わった。
ミスキナの全仏優勝に続いて、ウィンブルドン選手権ではマリア・シャラポワ、全米オープンではスベトラーナ・クズネツォワが優勝し、2004年度の4大大会では「3大会連続」でロシア人の女子シングルス優勝者が誕生した。
2005年は全豪オープンでダブルスの自己最高成績を出し、同じロシアのベラ・ズボナレワと組んで女子ダブルス4強入りを果たした。ミスキナとズボナレワは、準決勝でスベトラーナ・クズネツォワとアリシア・モリクの組に 2-6, 3-6 で敗れた。ところが、全仏オープンでは1回戦でマリア・サンチェス・ロレンツォ（スペイン）に 4-6, 6-4, 0-6 で敗れ、全仏オープンの大会史上初めて、女子シングルスの前年度優勝者が1回戦で敗退する屈辱をなめた。この後、ミスキナはウィンブルドンで2005年・2006年で2年連続のベスト8に入ったが、準々決勝では2年連続でアメリ・モレスモに敗れた。
2007年初頭から、ミスキナは左足の故障に悩まされるようになる。2007年全仏オープンの1回戦でメガン・ショーネシー（アメリカ）に 1-6, 0-6 で惨敗した試合が、最後のツアー出場になった。2008年4月、彼女はシングルマザーとして長男を出産した。2010年8月には次男を2012年3月には三男を出産した。現在はロシアでテレビの仕事を中心に活動している。

## WTAツアー決勝進出結果

### シングルス: 19回 (10勝9敗)
| 大会グレード         |
| -------------------- |
| グランドスラム (1–0) |
| ティア I (2–1)       |
| ティア II (3–4)      |
| ティア III (2–2)     |
| ティア IV & V (2–2)  |

| 結果   | No. | 決勝日         | 大会             | サーフェス        | 対戦相手                         | スコア           |
| ------ | --- | -------------- | ---------------- | ----------------- | -------------------------------- | ---------------- |
| 優勝   | 1.  | 1999年7月18日  | パレルモ         | クレー            | アンヘレス・モントリオ           | 3–6, 7–6(3), 6–2 |
| 準優勝 | 1.  | 2002年6月16日  | バーミンガム     | 芝                | エレナ・ドキッチ                 | 2–6, 3–6         |
| 準優勝 | 2.  | 2002年6月22日  | イーストボーン   | 芝                | チャンダ・ルビン                 | 1–6, 3–6         |
| 優勝   | 2.  | 2002年9月14日  | バイーア         | ハード            | エレニ・ダニリドゥ               | 6–3, 0–6, 6–2    |
| 準優勝 | 3.  | 2002年9月29日  | ライプツィヒ     | カーペット (室内) | セリーナ・ウィリアムズ           | 3–6, 2–6         |
| 優勝   | 3.  | 2003年2月16日  | ドーハ           | ハード            | エレーナ・リホフツェワ           | 6–3, 6–1         |
| 優勝   | 4.  | 2003年4月6日   | サラソタ         | クレー            | アリシア・モリク                 | 6–4, 6–1         |
| 優勝   | 5.  | 2003年9月28日  | ライプツィヒ     | カーペット (室内) | ジュスティーヌ・エナン＝アーデン | 3–6, 6–3, 6–3    |
| 優勝   | 6.  | 2003年10月5日  | モスクワ         | カーペット (室内) | アメリ・モレスモ                 | 6–2, 6–4         |
| 準優勝 | 4.  | 2003年11月2日  | フィラデルフィア | ハード (室内)     | アメリ・モレスモ                 | 7–5, 0–6, 2–6    |
| 優勝   | 7.  | 2004年3月6日   | ドーハ           | ハード            | スベトラーナ・クズネツォワ       | 4–6, 6–4, 6–4    |
| 優勝   | 8.  | 2004年6月3日   | 全仏オープン     | クレー            | エレーナ・デメンチェワ           | 6–1, 6–2         |
| 準優勝 | 5.  | 2004年8月1日   | サンディエゴ     | ハード            | リンゼイ・ダベンポート           | 1–6, 1–6         |
| 優勝   | 9.  | 2004年10月17日 | モスクワ         | カーペット (室内) | エレーナ・デメンチェワ           | 7–5, 6–0         |
| 準優勝 | 6.  | 2005年8月14日  | ストックホルム   | ハード            | カタリナ・スレボトニク           | 5–7, 2–6         |
| 優勝   | 10. | 2005年9月25日  | コルカタ         | カーペット (室内) | カロリナ・スプレム               | 6–2, 6–2         |
| 準優勝 | 7.  | 2006年5月27日  | イスタンブール   | クレー            | シャハー・ピアー                 | 6–1, 3–6, 6–7(3) |
| 準優勝 | 8.  | 2006年6月24日  | イーストボーン   | 芝                | ジュスティーヌ・エナン＝アーデン | 6–4, 1–6, 6–7(5) |
| 準優勝 | 9.  | 2006年8月13日  | ストックホルム   | ハード            | 鄭潔                             | 4–6, 1–6         |

### ダブルス: 6回 (5勝1敗)
| 結果   | No. | 決勝日         | 大会                 | サーフェス        | パートナー             | 対戦相手                                                    | スコア        |
| ------ | --- | -------------- | -------------------- | ----------------- | ---------------------- | ----------------------------------------------------------- | ------------- |
| 準優勝 | 1.  | 2003年10月5日  | モスクワ             | カーペット (室内) | ベラ・ズボナレワ       | ナディア・ペトロワ メガン・ショーネシー                     | 3–6, 4–6      |
| 優勝   | 1.  | 2004年9月19日  | バリ                 | ハード            | 杉山愛                 | スベトラーナ・クズネツォワ アランチャ・サンチェス・ビカリオ | 6–3, 7–5      |
| 優勝   | 2.  | 2004年10月17日 | モスクワ             | カーペット (室内) | ベラ・ズボナレワ       | ビルヒニア・ルアノ・パスクアル パオラ・スアレス             | 6–3, 4–6, 6–2 |
| 優勝   | 3.  | 2005年9月25日  | コルカタ             | カーペット (室内) | エレーナ・リホフツェワ | ネハ・ウベロイ シーカ・ウベロイ                             | 6–1, 6–0      |
| 優勝   | 4.  | 2005年10月9日  | フィルダーシュタット | ハード (室内)     | ダニエラ・ハンチュコバ | クベタ・ペシュケ フランチェスカ・スキアボーネ               | 6–0, 3–6, 7–5 |
| 優勝   | 5.  | 2006年5月7日   | ワルシャワ           | クレー            | エレーナ・リホフツェワ | アナベル・メディナ・ガリゲス カタリナ・スレボトニク         | 6–3, 6–4      |

## 4大大会優勝
- 全仏オープン：1勝（2004年）

| 年     | 大会         | 対戦相手               | 試合結果 |
| ------ | ------------ | ---------------------- | -------- |
| 2004年 | 全仏オープン | エレーナ・デメンチェワ | 6-1, 6-2 |

## 4大大会シングルス成績
略語の説明
| W | F | SF | QF | #R | RR | Q# | LQ | A | Z# | PO | G | S | B | NMS | P | NH |

W=優勝, F=準優勝, SF=ベスト4, QF=ベスト8, #R=#回戦敗退, RR=ラウンドロビン敗退, Q#=予選#回戦敗退, LQ=予選敗退, A=大会不参加, Z#=デビスカップ/BJKカップ地域ゾーン, PO=デビスカップ/BJKカッププレーオフ, G=オリンピック金メダル, S=オリンピック銀メダル, B=オリンピック銅メダル, NMS=マスターズシリーズから降格, P=開催延期, NH=開催なし.
| 大会           | 1999 | 2000 | 2001 | 2002 | 2003 | 2004 | 2005 | 2006 | 2007 | 通算成績 |
| -------------- | ---- | ---- | ---- | ---- | ---- | ---- | ---- | ---- | ---- | -------- |
| 全豪オープン   | A    | A    | A    | 2R   | QF   | QF   | 4R   | 4R   | A    | 14–5     |
| 全仏オープン   | A    | 1R   | 1R   | 1R   | 2R   | W    | 1R   | 4R   | 1R   | 11–7     |
| ウィンブルドン | A    | 3R   | 2R   | 3R   | 4R   | 3R   | QF   | QF   | A    | 18–7     |
| 全米オープン   | 2R   | 1R   | 1R   | 3R   | QF   | 2R   | 3R   | 1R   | A    | 10-8     |

※: 2005年全豪3回戦の不戦勝は通算成績に含まない